# Das Leben des Jürgen von Golzow
Das Leben des Jürgen von Golzow ist ein Dokumentarfilm von 1993/1994.
Von 1961 bis 2007 begleitete das Ehepaar Winfried Junge und Barbara Junge aus der DDR mehrere Kinder aus Golzow im Oderbruch filmerisch. Daraus entstand die Langzeit-Dokumentation „Die Kinder von Golzow“. Unter anderem gefilmt wurde Hans-Jürgen Weber (* 16. Juli 1954; † 5. Oktober 2006), Sohn einer Sekretärin und eines Melkers. 1961 wird er in Golzow eingeschult und von nun an vom Kamera-Team begleitet. Der Film dauert 192 Minuten und ist teilweise in Schwarz-Weiß.
Das Leben des Jürgen von Golzow ist der erste Film der Reihe, der sich ausschließlich mit dem Lebensweg eines einzelnen „Kindes von Golzow“ befasst.

## Inhalt

### Kindheit, Jugend und Familiengründung
Im Jahr 1961 wurde Jürgen Weber in Golzow eingeschult.
Er beendete die Schule nach der 8. Klasse. Die 10. Klasse bestand er später an der Berufsschule in fünf Fächern. Danach lernte Weber Maler und Tapezierer bei der Produktionsgenossenschaft des Handwerks (PGH) in Seelow.
Weber heiratete Anita. Winfried Junge und sein Kamerateam waren bei der Hochzeit nicht dabei. Mit Anita wohnte Weber zunächst zur Miete. Er wurde Vater eines Sohnes und einer Tochter.
In den Jahren 1978 und 1985 wurde Weber zur NVA einberufen. Junge sprach mit ihm über seine Einstellung zur Armee. Weber erzählte ihm, dass er einen Gegensatz zwischen dieser und der Zivilbevölkerung sehe. Wenn er an Krieg denke sei ihm mulmig zumute.

### Vor der Wende
Junge trifft sich weiterhin mit Jürgen Weber. Jürgen Weber ist einer derjenigen, die sich am längsten filmen lassen und mit Junge die weitreichendsten Gespräche führt.
Weber erklärt, dass er zum Maurer umgeschult habe. Junge und Weber sprechen über die Arbeitsbedingungen im Malerberuf, wegen derer Weber gewechselt hatte.
Im Sommer 1989 findet ein Gespräch über den geplanten West-Urlaub Webers statt. Er beteuert, die DDR niemals verlassen zu wollen.

### Die Wende
Mit der Wende verschlechtert sich die Situation für Weber. Er und Junge sprechen über Probleme bei der Wiedervereinigung. Weber scheut sich nicht, Kritik auch vor der Kamera zu üben.
Weber beschäftigen vor allem die durch die Wende entstandenen Probleme am Arbeitsplatz. Er fühlt sich durch die neuen Arbeitsbedingungen bestraft und kündigt schließlich.
Im Frühjahr 1990 dürfen Junge und sein Team wieder filmen. Auf dem Filmmaterial sieht man Jürgen Weber, der wütend ist, darüber, dass er seiner Familie und vor allem seiner Frau den geplanten Westurlaub nicht bieten kann. Tränen überkommen ihn.
Sommer 1990 – Weber ist immer noch arbeitslos. Im Gespräch mit dem Regisseur äußert er: „Ich brauch’ keinen Westen.“ Für ihn sei nichts Gutes dran, dass der Westen in Golzow angekommen ist.
Des Weiteren kann Weber die Raten für das Haus nicht mehr bezahlen.
1991 bewirbt sich Weber auf Grundlage der Arbeitsbeschaffungsmaßnahme. Junge und sein Team filmen das Vorstellungsgespräch. Weber bekommt den Arbeitsplatz.